# George Mallory

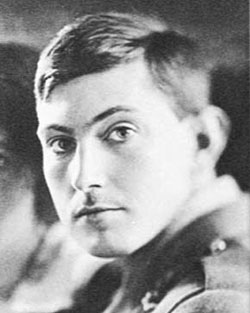
George Mallory, 1915

George Herbert Leigh Mallory (* 18. Juni 1886 in Mobberley, Cheshire, England; † am 8. oder 9. Juni 1924 auf dem Mount Everest) war ein britischer Bergsteiger, der als einer der besten seiner Generation und als einer der Wegbereiter des Bergsteigens am Mount Everest gilt. Mallory war in den 1920er Jahren an den drei britischen Expeditionen in das Mount Everest-Gebiet beteiligt. Während die erste Expedition zum Ziel hatte, die Region zu erkunden, war es explizites Ziel der zweiten und dritten Expedition, die Erstbesteigung des höchsten Berges der Welt für Großbritannien zu sichern. Bei dem letzten Besteigungsversuch der dritten Expedition kehrte Mallory gemeinsam mit Andrew Irvine nicht vom Berg zurück. Sein rätselhaftes Verschwinden beschäftigte die ganze britische Nation; über lange Zeit wurde spekuliert, ob Mallory und Irvine vor ihrem Tod noch den Gipfel erreicht hatten.
Mallorys Leiche wurde 1999 von einem Suchtrupp um Conrad Anker am Mount Everest gefunden. Sie lag in der Bergflanke unterhalb des Fundortes des Pickels seines Partners Andrew Irvine. Als Erstbesteiger des Mount Everest gelten der Neuseeländer Edmund Hillary und der nepalesisch-indische Bergsteiger Tenzing Norgay, die 29 Jahre später, im Jahr 1953 den Gipfel erreichten.

## Biografie

### Jugend

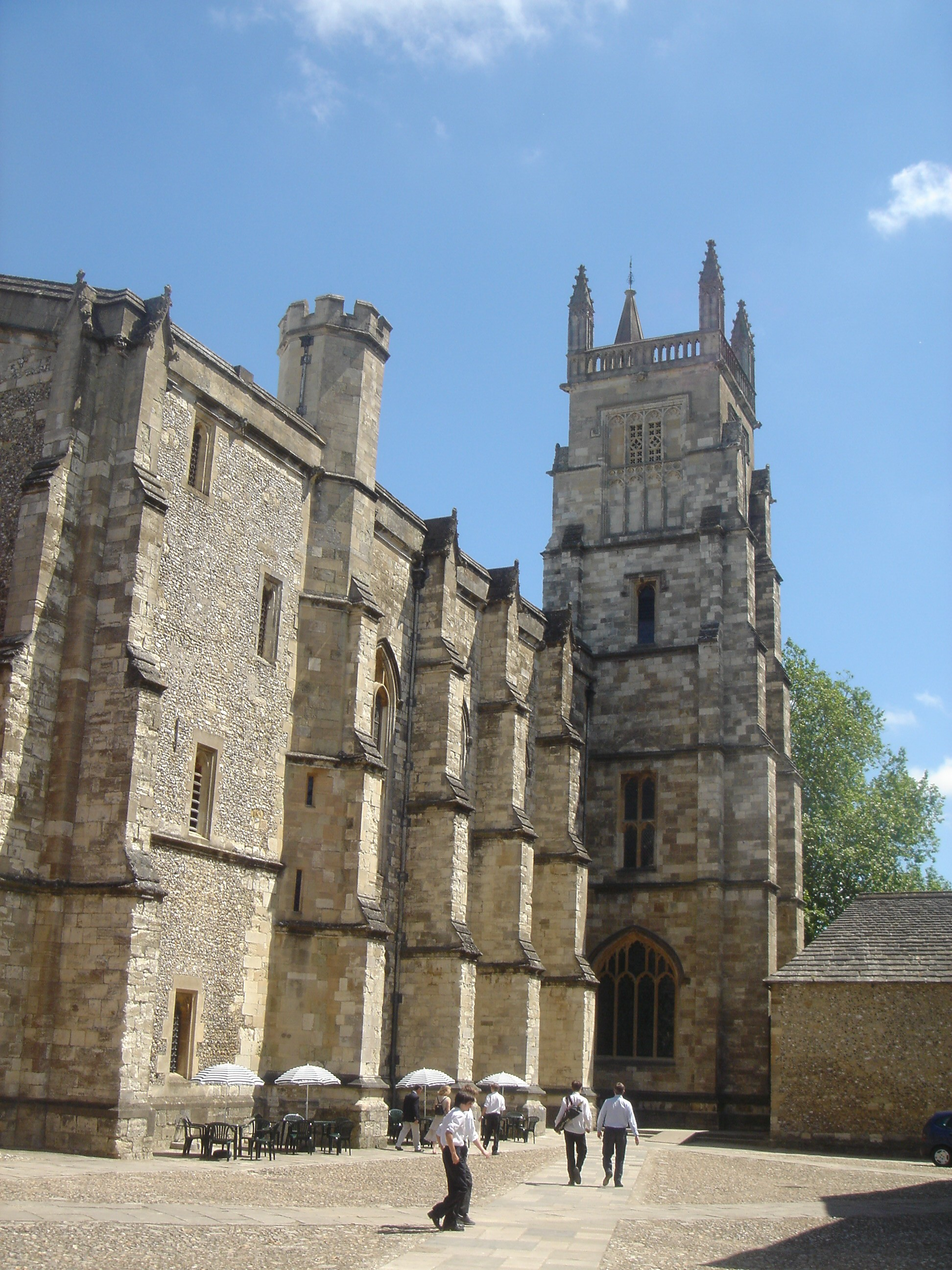
Kapelle des Winchester College, das Mallory ab September 1900 besuchte

George Mallory stammte aus vergleichsweise einfachen Verhältnissen. Sein Vater Leigh Mallory war anglikanischer Pfarrer von Mobberley, einer großen und wohlhabenden Gemeinde unweit von Manchester. Die Wahrnehmung eines geistlichen Amtes war eine seit Jahrhunderten bestehende Tradition der Familie Mallory. Bereits 1621 war ein Vorfahre von George Mallory als Geistlicher tätig. Mallorys Mutter Anne Beridge Jebb war ebenfalls die Tochter und Enkelin von Pfarrern. George Mallory hatte zwei Schwestern, Avie und Mary, sowie einen jüngeren Bruder, Trafford, der eine Militärkarriere einschlug und während des Zweiten Weltkriegs in der Royal Air Force den Rang eines Air Chief Marshals erreichte. Mallorys Klettertalent zeigte sich sehr früh. Als Siebenjähriger wegen schlechten Betragens auf sein Zimmer geschickt, erschien er wenig später auf dem Dach der Kirche: Mallory war die Regenrinne des Pfarrhauses hinabgestiegen und dann die Fassade des alten Glockenturms hinaufgestiegen. Seine jüngere Schwester Avie beschrieb ihn mit den Worten:

„Er kletterte auf alles was sich zum Klettern anbot. Ich lernte früh, dass es fatal war, ihm zu sagen, dass es nicht möglich sei, auf einen bestimmten Baum zu klettern. Nicht möglich war eine Formulierung, die er sofort als Herausforderung verstand.“

Als 13-Jähriger gewann Mallory ein Mathematik-Stipendium für das Winchester College, ein angesehenes Jungeninternat im Südwesten Englands. Mallory, der dort ab September 1900 zur Schule ging, fühlte sich dort ausgesprochen wohl. Der Mount Everest-Historiker Wade Davis bezeichnet Winchester als eine typische Schule des britischen Weltreichs vor dem Ersten Weltkrieg, in der eine Elite herangezogen wurde, die später auf Außenposten dem britischen Imperium dienen, als Offiziere Truppen leiten und als Politiker das Schicksal ihres Landes bestimmen sollte.
Einer von Mallorys Tutoren am Winchester College war Graham Irving, ein begeisterter Alpinist und Mitglied des britischen Alpine Club. 1904 begleitete Mallory Irving gemeinsam mit einem weiteren Winchester-Schüler auf einer Klettertour in den französischen Alpen. Irving war ein etwas unorthodoxer Kletterer, und die gefährlichen Klettertouren, die er mit den beiden Schülern im Gebiet des Mont Blanc unternahm, brachten ihm eine formelle Ermahnung durch den Vorstand des Alpine Club ein. Irving, der 1924 für die Vereinszeitschrift Mallorys Nachruf verfasste, hielt später fest, dass sich bereits damals Mallorys ungewöhnliche Körperbeherrschung, Athletik und Klettersicherheit gezeigt habe. Nach der Rückkehr aus Frankreich gründete Irving gemeinsam mit diesen beiden Schülern den Ice Club des Winchester College, dem sich unter anderem auch Guy Bullock, ein später ebenfalls bekannter Bergsteiger, anschloss. Nach Abschluss der Schule im Sommer 1905 reisten Irving und Mallory diesmal in Begleitung von Bullock erneut in die Alpen und bestiegen am 21. August gemeinsam die Dent Blanche, einen der Viertausender der Schweizer Alpen.

### Studium
Mallory zeigte nach Abschluss seiner Schulausbildung wenig Interesse an einer militärischen Laufbahn. Ihm gelang es jedoch, ein Stipendium für ein Geschichtsstudium am Magdalene College in Cambridge zu erhalten. Sein Tutor an diesem College, der ihn die nächsten drei Jahre begleiten sollte, wurde der Essayist und Dichter Arthur Christopher Benson. Bereits nach dem ersten Jahr seines Studiums war Mallory sich sicher, dass er nicht wie sein Vater Geistlicher werden wollte. Er freundete sich unter anderem mit Rupert Brooke, Geoffrey und Maynard Keynes, Gerald Shove, James und Lytton Strachey sowie E. M. Forster an und zählte Virginia Woolf zu seinem Bekanntenkreis, die alle zur Bloomsbury Group gehörten. E. M. Forster lehnte die Figur des George Emerson in seinem 1908 erschienenen Roman Zimmer mit Aussicht an den gutaussehenden George Mallory an.
Mallory fand unter seinen Freunden viele, die seine Leidenschaft für die Bergsteigerei teilten. Sein Cambridge Tutor war klettererfahren, er kannte die Töchter des Präsidenten des Alpine Club, und Freunde von ihm machten ihn mit Geoffrey Young, damals der bekannteste britische Bergsteiger, bekannt, den er wenig später auf Klettertouren in Wales und den Alpen begleitete.

### Lehrtätigkeit am Internat „Charterhouse“

George Mallory (unbekanntes Datum)

Nach Abschluss seines Studiums erhielt er eine Stelle an der elitären Privatschule Charterhouse, wo er Geschichte, Mathematik, Französisch und Latein unterrichten sollte. Sein anfängliches Jahresgehalt betrug 270 britische Pfund, was ein vergleichsweise hohes Gehalt war. Ein etablierter Landarzt erzielte zu diesem Zeitpunkt jährlich etwa 400 britische Pfund.
Mallory sah nicht nur so jung aus, dass besuchende Eltern ihn für einen der Schüler hielten, sondern er hatte auch Probleme, im Klassenzimmer die traditionellen Rollen von Schüler und Lehrer einzuhalten. Der spätere Schriftsteller Robert Graves, der bis zu Mallorys Tod mit ihm freundschaftlich verbunden blieb, nannte ihn einen der besten Lehrer, den er je hatte.

„Von Beginn an behandelte er mich wie einen Gleichgestellten, und ich verbrachte meine freie Zeit in seinem Zimmer um zu lesen oder ging mit ihm wandern. Er legte mir die modernen Autoren nahe ... ich hatte bis dahin noch nie von Persönlichkeiten wie Shaw, Rupert Brooke, Wells, Masefield gehört.“

Im Herbst 1911 wurde Frank Fletcher neuer Direktor von Charterhouse. Dieser war auch Bergsteiger und Mitglied des Alpine Club, jedoch stand Mallory in Opposition zu ihm, der viel Wert auf strikte Disziplin legte. Mallory begann zunehmend mehr Zeit in London zu verbringen, wo er sich im Februar 1912 mit Edward Marsh anfreundete. Im Sommer 1912 reiste Mallory ein sechstes Mal in die Alpen, um erneut gemeinsam mit Geoffrey Young zu klettern. Sie bestiegen gemeinsam die Pointe des Genevois und fanden eine neue Route auf die Dent Blanche. Ihre Reise war jedoch vom Tod ihrer Freunde Humphrey und Muriel Jones überschattet, die bei einer Besteigung des Mont Rouge de Peuterey in den Tod gestürzt waren.
Zu Beginn des Jahres 1914 lernte Mallory die damals 22-jährige Ruth Turner kennen, in die er sich sofort heftig verliebte. Die Turner-Familie lud Mallory zu Ostern ein, die Feiertage mit ihnen in Venedig zu verbringen. Am 1. Mai 1914 verlobten sich die beiden und die Heirat wurde für den 29. Juli festgesetzt. Ruth Turner war die mittlere von drei Töchtern des verwitweten Architekten Thackeray Turner. Dieser gab seiner Tochter eine großzügige Mitgift mit: Das junge Ehepaar erhielt eine Rente von 750 britischen Pfund ausgesetzt und sollte ein eigenes Haus erhalten. In materieller Hinsicht hatte Mallory damit ausgesorgt. Beide heirateten zwar an diesem Datum; zur geplanten Hochzeitsreise, die in die Alpen führen sollte, kam es jedoch nicht. Am 28. Juni wurde Erzherzog Franz Ferdinand gemeinsam mit seiner Frau von einem Attentäter in Sarajewo ermordet, wenig später brach der Erste Weltkrieg aus.

### Erster Weltkrieg

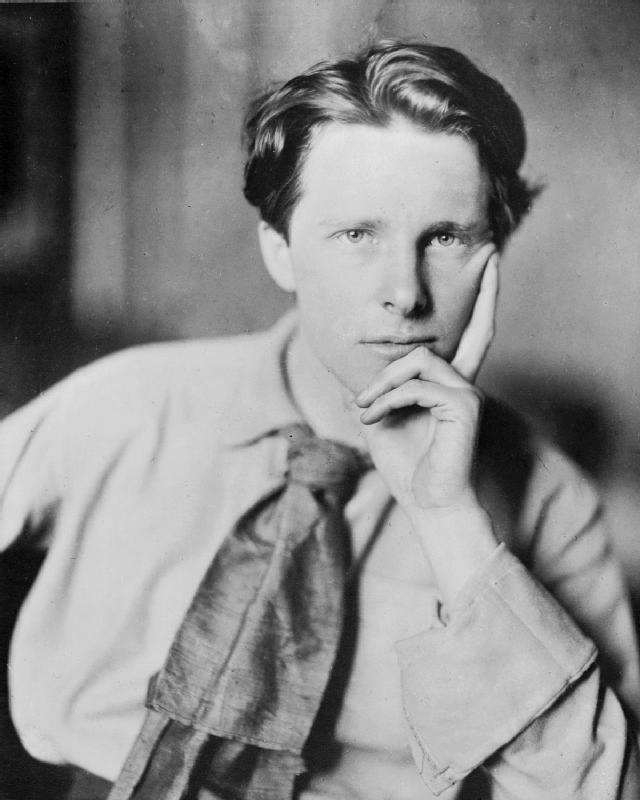
Mallorys Freund Rupert Brooke, der 1915 an Blutvergiftung starb

Schullehrer wurden zunächst nicht zum Kriegsdienst einbezogen. Da sein Schuldirektor ihn als unabkömmlich bezeichnete, unterrichtete George Mallory im ersten Kriegsjahr weiter in Charterhouse. In dieser Rolle als Außenseiter, der nichts zum Sieg Großbritanniens beitrug, fühlte sich Mallory jedoch zunehmend unwohl. Er war sich der Bedingungen an der Front bewusst: Wie an allen englischen Privatschulen wurden die Absolventen der Schule darauf vorbereitet, unmittelbar nach Schulabschluss eine Rolle als Unteroffizier wahrzunehmen. Allein in den ersten drei Monaten des Ersten Weltkrieges fielen 21 Absolventen von Charterhouse. Seine Frau Ruth arbeitete als Freiwillige in einem Krankenhaus, in dem Kriegsverletzte gepflegt wurden, und auch Mallory machte dort abends häufig Krankenbesuche. In einem Versuch, seine Pflichten als Patriot und gegenüber seiner seit Dezember 1914 schwangeren Frau zu vereinen, versuchte Mallory zu Beginn des Jahres 1915 letztlich erfolglos beim Marineministerium auf einen kriegswichtigen Posten versetzt zu werden. Zunehmend fielen auch Personen, die Mallory sehr nahe standen. Jack Sanders, ein guter Freund, starb bei einem Gasangriff während der Zweiten Flandernschlacht. Am selben Tag erlag Mallorys enger Freund Rupert Brooke einer Sepsis an Bord eines Militärtransporters, der ihn nach Gallipoli bringen sollte. Harry Harret, ein anderer Freund, fiel in der Schlacht von Gallipoli. Mallorys Bruder Trafford wurde zeitgleich schwer verletzt. Am Tag, als Mallorys und Ruths älteste Tochter Clare geboren wurde, erhielten sie die Nachricht, dass Hugh Wilson, ein weiterer Bergsteigerfreund, in der Nähe von Hébuterne gefallen war.
Im Spätherbst 1915 erklärte sich Mallorys Schuldirektor endlich bereit, ihn von seinem Schuldienst freizustellen. Mallory trat seinen Dienst bei der Royal Garrison Artillery an und wurde nach dreimonatiger Ausbildung an die Front versetzt. Seine Frau Ruth tröstete er mit dem Hinweis, dass er als Mitglied dieser Einheit nicht in vorderster Frontlinie kämpfen würde; trotzdem war es nur Glück, dass er überlebte, als am 14. Mai 1916 während eines Artilleriegefechtes seine Unterkunft zerstört wurde. Bei einem ähnlichen Angriff starben wenige Tage später 41 Offiziere eines Schwesterbataillons, als Artilleriefeuer ihre Kantine traf. Mallory erwähnte in seinen Briefen an Ruth diesen Vorfall nicht. Er gestand ihr aber, wie sehr es ihn belaste, von so vielen Toten umgeben zu sein und welch Grauen es sei, beim Ausheben von Schützengräben sich sicher sein zu können, auf Leichenteile zu stoßen. Auch seinem Vater schrieb er von den Toten und Sterbenden und von den Berichten, dass ganze Regimenter von Maschinengewehren niedergemäht worden seien. Am 29. Juli 1916 geriet er mit einer kleinen Gruppe von Soldaten unter seinem Befehl fernab der Schützengräben unter Artilleriefeuer. Dabei kamen zwei seiner Leute ums Leben. Nur wenige Tage zuvor hatte er geschrieben, wie erzürnt er darüber sei, dass so wenige der Toten begraben wurden. Mallory ließ die zwei Männer zur nächsten Verwundetenstation tragen, obwohl sie eindeutig tot waren. Im August 1916 schrieb er an Ruth, dass er den Tod und die Toten akzeptiert habe, aber ihn der Anblick der Verwundeten sehr belaste.
Am 26. Dezember 1916 wurde Mallory zum Ordonnanzoffizier eines Obersten im Hauptquartier ernannt und war nun mehrere Kilometer von der unmittelbaren Frontlinie entfernt. Mallory beschrieb seine Situation als surreal: Sein Oberst habe so viel Einfluss wie ein chinesischer Mandarin in einer Oper von Gilbert und Sullivan, er selber sei nichts anderes als ein besserer Kammerdiener, der wiederum morgens vom eigenen Offiziersburschen im Bett rasiert werde. Nach zwei Monaten stellte Mallory einen Versetzungsantrag und kehrte am 7. April 1917, zwei Tage vor dem Beginn der Schlacht von Arras, wieder an die Front zurück. Nur einen Tag später wurde Mallory wegen einer Verletzung von der Front wieder zurückgezogen. Seit Monaten hatte er Probleme mit einem Fußgelenk, das er sich bei einem Kletterunfall acht Jahre zuvor verletzt hatte. Es stellte sich jetzt heraus, dass damals ein Bruch vorgelegen hatte, der nur schlecht verheilt war und Mallory operiert werden musste, sollte es nicht zu einem Ermüdungsbruch kommen. Anfang Mai 1917 erholte er sich in einem Londoner Krankenhaus und wurde im Sommer desselben Jahres zunächst als Ausbilder für eine neue Generation von Artilleristen eingesetzt. Eine ähnliche Schicksalswendung bewahrte ihn vor der aktiven Teilnahme an der Dritten Flandernschlacht. Am 8. Oktober blockierte das Hinterrad seines Motorrads, so dass dieses gegen einen Torpfosten schleuderte. Dabei wurde sein Fuß eingeklemmt, so dass er bis zum 16. Oktober erneut im Krankenhaus lag. Erst nach Weihnachten 1917 galt er als körperlich so weit wiederhergestellt, dass er wieder den aktiven Dienst antreten konnte.

### Mount-Everest-Expeditionen

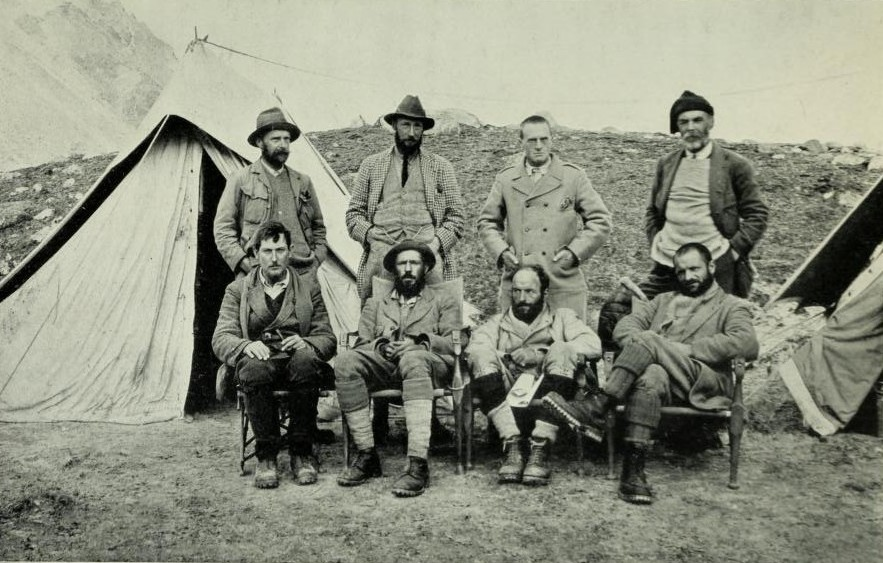
Mitglieder der britischen Expedition von 1921 (v. links, stehend : Wollaston, Howard-Bury, Heron, Raeburn / sitzend: Mallory, Wheeler, Bullock, Morshead)

1921 wurde Mallory aufgrund seiner Leistungen in den Alpen zur Teilnahme an einer britischen Mount-Everest-Expedition eingeladen. Ziel dieser von der Royal Geographical Society und dem Alpine Club ausgerichteten Expedition war die Erforschung des Mount-Everest-Massivs und das Auskundschaften einer möglichen Route auf den Gipfel.
Ein erfolgversprechender Aufstiegsweg wurde auf der tibetischen Nordseite des Mount Everest gesucht. In mehreren Zweier-Teams erkundete die Expedition weiträumig das nördliche Umfeld des Berges. George Mallory erstieg im Rongbuk-Tal den gesamten mittleren Gletscher bis unter die Nordwand, bog vor dem Westgrat nach rechts auf den Sattel des Passes Lho La, und erblickte auf der Südseite des Mount Everest vermutlich als erster Mensch das Tal des Schweigens, das nach dem Zweiten Weltkrieg den Erstanstieg auf der Südseite in Nepal ermöglichte. Mallory erkannte, dass vor dem Erreichen dieses Tales der Eisabbruch des Khumbu-Gletschers ein gewaltiges, aus seiner Sicht unlösbares Problem sei. (Die Schweizer- und Briten-Expeditionen der 1950er-Jahre lösten dann dieses Problem auf der Südroute.)
Noch aber war ein Weg auf der Nordseite nicht gefunden.
George Mallory fand aus dem östlich des Mount Everest gelegenen Kharta-Tal beim Aufstieg auf den Pass Lhakpa La dann die Lösung der Orographie der Kangshung-Gletscher: der östliche Rongbuk-Gletscher musste den Weg liefern, um an den Fuß der nördlichen Aufstiegsroute zu gelangen. Mit seinen Kletterpartnern stieg Mallory vom Lhakpa La ins Gletschertal des östlichen Rongbuk hinab und erkundete dort unterhalb des Nordsattels die mögliche Aufstiegsroute. Bis auf drei Felsnasen hoch oben auf dem durchlaufenden Nordost-Grat schien ihm ein Aufstieg machbar. Mallory machte sogar einen zagen Anstiegsversuch, der aber in der schwierigen Wand hinauf zum Nordsattel und angesichts der Erschöpfung des Erkundungsteams schon früh abgebrochen wurde. Angesichts des weiten Rückwegs verzichtete Mallory auch auf das Hinabgehen im östlichen Tal, das ihn und seine Crew zum Kloster Rongbuk geführt hätte. Jedoch war ihm klar geworden, dass im Auffinden des Tal-Endes, die Einmündung des östlichen Gletschers, die Lösung zum Nordanstieg liegen werde.
Mit diesen Erkenntnissen wurde in den Folgejahren die auch heute noch standardmäßig begangene Nordroute am Mount Everest entwickelt. Auch wenn Mallory nicht das gesamte Tal des östlichen Rongbuk durchschritt und auch den kleinen, versteckten Einstieg oberhalb des Rongbuk-Klosters nicht erkannt hatte, waren doch mit seiner Erkundung die Grundlagen für die Nordroute gelegt. Die folgende 1922er-Expedition fand dann den Einstieg in das östliche Gletschertal und nahm genau diese Route.
Zuvor bereits, noch im Anmarsch auf den Mount Everest, war die Expedition im Kharta-Tal recht nahe an den Berg herangekommen. Bei genauer Betrachtung der Ostwand und ihrer Grate erhielt ihr östlicher Grat von Mallory einen berühmt gewordenen Spruch. Mallory sagte, diese Kangshung-Wand sei „so schwierig, dass man sie nur in der Phantasie hierüber erklettern kann, für uns aber ist das nichts.“ Seither heißt dieser Grat „Phantasy Ridge“. Er endet auf dem Nordostgrat – unterhalb der Three Pinnacles, die bei einem Gipfelversuch über die Phantasy Ridge dann auch noch bewältigt werden müssten und erst von zwei Expeditionen geschafft wurden. Der Phantasiegrat ist bis heute noch nicht bewältigt. Nicht einmal die Hälfte seiner Höhe wurde von einem südafrikanischen Team erklommen. Er stellt eines der letzten ungelösten Probleme am Mount Everest dar – klar erkannt und beschrieben von George Mallory bereits 1921. Mallorys Phantasiegrat könnte die letzte vielleicht noch machbare Neuroute am Mount Everest werden.
Auch bei der zweiten Expedition von 1922 war Mallory mit von der Partie. Diesmal sollte der Aufstieg auf den Gipfel versucht werden. Hierbei wurde eine Höhe von über 8300 m erreicht. Ein schweres Lawinenunglück, bei dem unter Mallorys Leitung sieben Träger starben, führte zum Ende dieser Expedition. Mallory machte sich im Rest seines Lebens schwere Vorwürfe, dass die Träger zu Tode gekommen waren.
Mallory war in der Gruppe der britischen Bergsteiger 1922 einer derer, die es als unsportlich betrachteten, sich das Klettern am Berg mittels Sauerstoff-Flaschen zu erleichtern. Diese Haltung änderte er dann im Verlauf der Expedition 1924. Die Frage, warum er den Mount Everest besteigen wolle, soll Mallory in einem 1923 in der New York Times abgedruckten Interview mit einem knappen „Because itʼs there“ („Weil er existiert“) erwidert haben. Diese Antwort ist als die „berühmtesten drei Wörter in der Geschichte der Bergsteigerei“ bezeichnet worden.  Mallorys knappe Antwort wurde oft mit Arroganz verwechselt. Es ist jedoch unwahrscheinlich, dass der berühmte Bergsteiger seinen Fragesteller lediglich kurzhalten wollte. Der Rest des Artikels in der New York Times legt nahe, dass der namenlose Autor mit dem Bergsteigen auf hohem Niveau vertraut war. Daher war George Mallory während des Interviews auch bereit, ausführlich mit ihm zu sprechen. Im Lauf der Zeit sind Fragen über die Authentizität des Zitats aufgetaucht, und ob die Worte Mallory von seinem Interviewer in den Mund gelegt worden sind. Wenngleich der ursprüngliche Artikel in der New York Times diese Frage offenlässt, bringt das Zitat Mallorys Einstellung jedenfalls auf den Punkt.
1924 wurde Mallory zusammen mit den anderen Teilnehmern dieser Expedition im Rahmen der Olympischen Winterspiele in Chamonix mit dem erstmals verliehenen Olympischen Bergsteigerpreis Prix olympique d’alpinisme ausgezeichnet.

#### Versuch von 1924

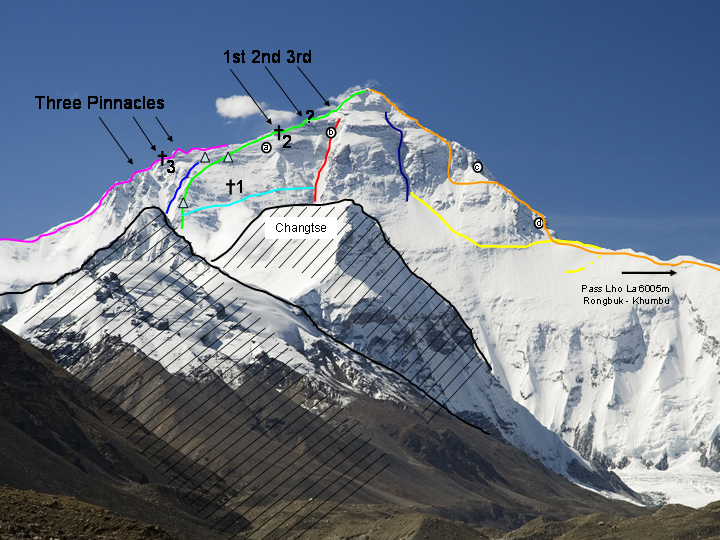
Nordwand des Mount Everest
grün: Normalweg Nord, Hochlager bei 7700 und 8300 m
1922/24 ging die Route über das linke der Lager bei 8300 m
(a) Finch 1922 ca. 8325 m
(b) Norton 1924 ca. 8573 m
?: Second Step, Schlüsselstelle auf dem oberen Nordostgrat
†1 = Fundort G. Mallory

1924 war George Mallory erneut am Berg. Bei seinem letzten Versuch, den Gipfel noch zu erreichen, wurden er und sein Begleiter Andrew Irvine angeblich vom britischen Geologen Noel Odell am 8. Juni auf einer Höhe von ca. 8500 m erkannt. Danach verschwanden sie im Nebel und wurden nicht wieder lebend gesehen. Bis heute halten sich die Spekulationen darüber, ob einer der beiden den Gipfel erreichte.
Das Magdalene College in Cambridge, wo Mallory von 1905 bis 1909 Geschichte studiert hatte, machte Mallorys Briefe an seine Frau Ruth, im Frühjahr 2024 digitalisiert und transkribiert, im Internet zugänglich. Die Briefe geben nicht nur einen Einblick in Mallorys Leben, sondern auch in seine Expedition an den höchsten Berg der Welt.

## Fund des Leichnams und Rekonstruktion des Bergunfalls
Der amerikanische Bergsteiger Conrad Anker fand Mallorys mumifizierte Leiche am 1. Mai 1999, 75 Jahre nach dessen letzter Expedition, in 8150 m Höhe auf einem geneigten Schneehang.
Mallorys Leiche war hervorragend erhalten. Er hatte seine Schneebrille in der Tasche, allerdings kann daraus nicht gefolgert werden, dass er bei Nacht abstieg, da auf dem Foto von seinem Aufbruch am 8. Juni 1924 am Nordsattel seine Ersatzbrille am Gürtel zu erkennen ist. Das angeblich stets am Körper getragene Foto seiner Frau Ruth war nicht mehr bei ihm. Er hatte es am Gipfel ablegen wollen. Eine Sauerstoffausrüstung trug Mallory nicht mehr. Er wird sie mutmaßlich, nachdem sie leer und damit nutzlos geworden war, hoch am Berg abgelegt haben. Auch eine Kamera fand man nicht bei ihm. Sein Körper wies zwei Sturzverletzungen auf: einen Unterschenkelbruch und eine schwere Kopfwunde. Er wird wohl nur eine kurze Strecke gefallen sein; sein Körper ist nicht zerschmettert, wie es bei einem Absturz vom Grat der Fall gewesen wäre.
Es ist offenkundig, dass Mallory zum Abstieg einen anderen Weg wählte als zum Aufstieg. Dass er im Aufstieg über die Gratroute stieg, scheint mittlerweile gesichert, wann und warum er den Grat verließ und in die Flanke des Berges hineinstieg, konnte bisher aber nicht geklärt werden.
Die Männer, die Mallory gefunden hatten, entnahmen ein Stück Haut für eine DNA-Probe, bedeckten den Körper mit einer dünnen Steinschicht und ließen ihn am Fundort zurück.

## Medienresonanz und Rezeption
Berühmt geworden ist die Antwort von George Mallory auf die Frage, warum er den Mount Everest besteigen wolle: “Because it is there.” (deutsch: „Weil er da ist.“)
- Der US-Präsident John F. Kennedy verwendete in seiner bekannten Rede an der Rice University zur bemannten Mondlandung die Aussage von George Mallory, um die Bestrebung zu erklären, den Weltraum zu erkunden.
- Der britische Autor Jeffrey Archer machte das Leben George Mallorys zum Thema seines 2009 erschienenen Romans Berg der Legenden (im Original Paths of Glory).
- Das Doku-Drama The Wildest Dream von Anthony Geffen (der erste Kino-Film, der auf dem Mount Everest gedreht wurde) thematisiert Mallorys letzten Aufstieg zum Gipfel des Mount Everest und Conrad Ankers Fund des Leichnams.
- Jiro Taniguchis und Baku Yumemakuras fünfbändiger Manga Gipfel der Götter, der in Japan von 2000 bis 2003 erschien, befasst sich mit der etwaigen Erstbesteigung des Mount Everest durch Mallory und Irvine.

## Trivia
- Am 15. Mai 1995 erreichte Mallorys Enkel George Mallory II den Gipfel des Mount Everest auf der gleichen Nordroute.
- Am 23. November 1999 wurde der Asteroid (6824) Mallory nach ihm benannt.

## Briefe
- Tom Newton Dunn (Hrsg.): Letters from Everest : unpublished letters from Mallory's life and death in the mountains, London: William Collins, 2024, ISBN 978-0-00-870287-8

## Filme
- The Wildest Dream – Conquest of Everest. Dokudrama, USA, 2010, 94 Min., Regie: Anthony Geffen, Drehbuch: Mark Halliley, Schauspieler: Conrad Anker, Hugh Dancy, Ralph Fiennes, (The Wildest Dream bei IMDb).
- Der Erste auf dem Mount Everest? Dokumentarfilm, Dokudrama, Frankreich, Deutschland, VR China, 2011, 52 Min., Regie: Frédéric Lossignol, Gerald Salmina, Produktion: arte France, MC4, ORF Universum, WDR, pre tv, Taglicht Media, Erstausstrahlung: 22. Januar 2011, Inhaltsangabe von arte.

## Einzelbelege
1. ↑  Wade Davis: Into the Silence. S. 5.
2. ↑  Wade Davis: Into the Silence. S. 2.
3. 1 2 3  Wade Davis: Into the Silenc. S. 165.
4. ↑  zitiert nach Wade Davis: Into the Silence. S. 166. Im Original sagte Avie Irving über ihren Bruder: I lernt very early that it was fatal to tell him that a tree was impossible for him to get up. „Impossible“ was a word that acted as a challenge for him.
5. ↑  Wade Davis: Into the Silence. S. 167.
6. 1 2  Wade Davis: Into the Silence. S. 168.
7. ↑  Wade Davis: Into the Silenc. S. 169.
8. ↑  Wade Davis: Into the Silence. S. 173.
9. ↑  Wade Davis: Into the Silence. S. 176.
10. 1 2  Wade Davis: Into the Silence. S. 181.
11. ↑  Wade Davis: Into the Silence. S. 182. Robert Graves schrieb im Original: From the first he treated me as an Qual, and I used to spend my spare Imme reading books in his room or going for walks with him in the country. He told me of the existence of modern authors .... I had never heard of people like Shaw, Rupert Brooke, Well, Masefield.
12. 1 2  Wade Davis: Into the Silence. S. 183.
13. 1 2  Wade Davis: Into the Silence. S. 184.
14. 1 2  Wade Davis: Into the Silence. S. 186.
15. ↑  Wade Davis: Into the Silence. S. 187.
16. ↑  Wade Davis: Into the Silence. S. 189.
17. 1 2  Wade Davis: Into the Silence. S. 190.
18. ↑  Wade Davis: Into the Silence. S. 191.
19. ↑  Wade Davis: Into the Silence. S. 192.
20. 1 2  Wade Davis: Into the Silence. S. 193.
21. ↑  Wade Davis: Into the Silence. S. 194.
22. ↑  Wade Davis: Into the Silence. S. 195.
23. ↑  Hölzel, Tom and Salkeld, Audrey, co-authors (1996) First on Everest: The Mystery of Mallory & Irvine. New York: 1996 Henry Holt & Co. ISBN 0-8050-0303-7
24. ↑  Climbing Mount Everest is Work for Supermen. In: The New York Times. 18. März 1923, abgerufen am 22. Februar 2021 (englisch).
25. ↑  Zimmel, Michael: Because It's There. 23. September 2020, abgerufen am 22. Februar 2021 (englisch).
26. ↑  Holzel, Tom, and Salkeld, Audrey: The Mystery of Mallory & Irvine. In: Mountaineers Books. 2000, S. 172–76.
27. ↑  Stephanie Geiger: Schaffte George Mallory es nach oben? Frankfurter Allgemeine Zeitung, 29. April 2024, abgerufen am 26. Dezember 2024.
28. ↑  Ghosts of Everest. In: Outside Online. 1. Oktober 1999, abgerufen am 5. Dezember 2021 (amerikanisches Englisch).

| Personendaten    | Personendaten                 |
| ---------------- | ----------------------------- |
| NAME             | Mallory, George               |
| ALTERNATIVNAMEN  | Mallory, George Herbert Leigh |
| KURZBESCHREIBUNG | britischer Bergsteiger        |
| GEBURTSDATUM     | 18. Juni 1886                 |
| GEBURTSORT       | Mobberley, Cheshire           |
| STERBEDATUM      | unsicher: 8. Juni 1924        |
| STERBEORT        | am Mount Everest              |